# Schafstall Am Mönkhof 18
Der ehemalige Schafstall Am Mönkhof 18 in der niedersächsischen Gemeinde Ritterhude stammt aus dem dritten Drittel des 19. Jahrhunderts. Aktuell (2025) wird er als Wohnhaus genutzt.
Das Gebäude steht unter Denkmalschutz (siehe auch Liste der Baudenkmale in Ritterhude).

## Geschichte und Beschreibung
Das eingeschossige giebelständige Gebäude in Fachwerk mit Steinausfachungen und reetgedecktem Walmdach mit Fledermausgaube wurde im 19. Jahrhundert als Schafstall westlich des firstparallelen ehemaligen Wohn- und Wirtschaftsgebäudes gebaut. Durch einen umfangreichen Umbau und dem Einbau einer sprossenreichen Tür an der Giebelseite entstand ein Wohnhaus.
Das Landesdenkmalamt befand u. a.: „… orts-, heimat- und volksgeschichtlicher und gebäudetypischer Zeugniswert …“